# Вестерхейм (тауншип, Миннесота)
Вестерхейм (англ. Westerheim) — тауншип в округе Лайон, Миннесота, США. На 2000 год его население составило 286 человек.

## География
По данным Бюро переписи населения США площадь тауншипа составляет 94,1 км², из которых 94,1 км² занимает суша, a вода составляет 0,03 %.

## Демография
По данным переписи населения 2000 года здесь находились 286 человек, 97 домохозяйств и 78 семей.  Плотность населения —  3,0 чел./км².  На территории тауншипа расположено 100 построек со средней плотностью 1,1 построек на один квадратный километр. Расовый состав населения: 100,00 % белых.
Из 97 домохозяйств в 43,3 % воспитывались дети до 18 лет, в 74,2 % проживали супружеские пары, в 3,1 % проживали незамужние женщины и в 18,6 % домохозяйств проживали несемейные люди. 17,5 % домохозяйств состояли из одного человека, при том 5,2 % из — одиноких пожилых людей старше 65 лет. Средний размер домохозяйства — 2,95, а семьи — 3,35 человека.
31,5 % населения — младше 18 лет, 6,6 % — в возрасте от 18 до 24 лет, 28,3 % — от 25 до 44, 25,2 % — от 45 до 64, и 8,4 % — старше 65 лет. Средний возраст — 35 лет. На каждые 100 женщин приходилось 116,7 мужчин.  На каждые 100 женщин старше 18 приходилось 122,7 мужчин.
Средний годовой доход домохозяйства составлял 48 393 доллара, а средний годовой доход семьи —  50 156 долларов. Средний доход мужчин —  30 156  долларов, в то время как у женщин — 19 063. Доход на душу населения составил 15 288 долларов. За чертой бедности находились 3,7 % семей и 9,0 % всего населения тауншипа, из которых 12,4 % младше 18 лет.